# Gilbertsville (New York)
Gilbertsville est un village du comté d'Otsego, dans l'État de New York, aux États-Unis,. En 2010, il comptait une population de 399 habitants.

## Démographie
Lors du recensement de 2000, le village comptait une population de 399 habitants, tandis qu'en 2019, elle est estimée à 373 habitants.